# Lacis foeniculacea
Lacis foeniculacea là một loài thực vật có hoa trong họ Podostemaceae. Loài này được (Bonpl.) Bong. mô tả khoa học đầu tiên năm 1835.